# Don't Go in the House
Don't Go in the House (La casa del terror en España) es una película de terror de 1980 dirigida por Joseph Ellison, y coescrita por Ellison, Ellen Hammill y Joe Masefield.

## Argumento
Donald "Donny" Kohler está obsesionado con el fuego y la combustión humana, una obsesión que se deriva del abuso que sufrió de su madre, quien sostenía sus brazos desnudos sobre una estufa de gas en un intento por "quemar el mal de él". Cuando su madre muere, se dispone a vengarse de toda mujer que tiene un parecido a ella con la ayuda de cadenas de acero, un lanzallamas, y un crematorio dormitorio con paneles de acero.

## Reparto
- Dan Grimaldi como Donald 'Donny' Kohler.
- Colin Mclnness como Donald Kohler (joven).
- Charlie Bonet como Ben.
- Bill Ricci como Vito.
- Robert Osth como Bobby Tuttle.
- Ruth Dardick como Sra. Kohler
- Ralph D. Bowman como Padre Gerritty.

## Lanzamiento
Shriek Show lanzó una remasterización en DVD con comentarios de audio del actor Dan Grimaldi.

## =Referencias
1. ↑  http://www.imdb.com/title/tt0080646/

- Datos: Q3411336